# Jornal da Tarde
Jornal da Tarde ("Diario de la Tarde" en portugués) a menudo abreviado como JT, es un periódico brasileño de São Paulo. El periódico era publicado por el Grupo Estado, el dueño de muchos otros medios informativos brasileños prominentes como el diario O Estado de S. Paulo y la cadena de radio Rádio Eldorado.
El periódico se estableció en 1966 por el periodista Mino Carta en un intento de introducir un nuevo periodismo a Brasil.
El papel cerró sus operaciones el 31 de octubre del 2012.

## Editores
- Ivan Ângelo, 1966–1968
- Murilo Felisberto, 1968–1978